# Karl Brunner-von Wattenwyl

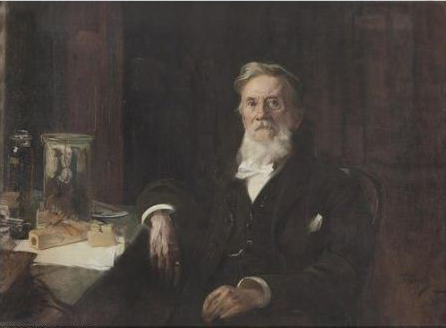
Hans Temple, Bildnis Karl Brunner von Wattenwyl.

Karl Friedrich Brunner-von Wattenwyl (* 13. Juni 1823 in Bern, Schweiz; † 24. August 1914 in Kirchdorf-Neukematen, Österreich-Ungarn) war ein bekannter Schweizer Naturforscher, Physiker, Geologe, Direktor des Telegrafenamtes in Wien und Entomologe. Zeit seines Lebens beschäftigte er sich vorwiegend mit Springschrecken und Gespenstschrecken.

## Leben
Nach Abschluss der Grundschule begann er ein Studium der Naturwissenschaften, bei dem er sich hauptsächlich physikalischen Phänomenen widmete: Er studierte Physik und Geologie an den Universitäten in Genf, Bern und Berlin. 1846 wurde er zum Doktor der Philosophie promoviert. In den Jahren 1850–1855 wurde er als Professor für Physik an die Universität Bern berufen. Bereits 1851 begann er, in der Schweiz die Telegrafie einzuführen.
Während eines Auslandaufenthalts in Griechenland und der Türkei sammelte er neue Springschrecken-Arten und beschrieb neue Arten und Unterarten aus diesen Ordnungen.
Seine Insektensammlung befindet sich im Naturhistorischen Museum Wien.
Brunner war ab 1850 verheiratet mit Emilie Elisa von Wattenwyl (1831–1895). 1880 wurde er in Österreich in den Ritterstand erhoben, im Jahr 1884 wurde er zum Mitglied der Leopoldina gewählt.
Das durch den Maler Hans Temple angefertigte, monumentale Porträt Brunners befindet sich in der Sammlung der Stiftung Schloss Jegenstorf.

## Schriften
- Nouveau système des blattaires. Wien 1865 (Archive).
- Monographie der Phaneropteriden. Wien 1878 (Archive).
- Prodromus der Europäischen Orthopteren. Leipzig 1882 (xxxii + 466 pp + 11 pls. + 4 map., zobodat.at [PDF]).
- Révision du système des orthoptères et description des espèces rapportées. Genf 1893 (Archive).
- Betrachtungen über die Farbenpracht der Insekten. Leipzig 1897 (Archive).
- Die Insektenfamilie der Phasmiden. Vol. 2. Phasmidae Anareolatae (Clitumnini, Lonchodini, Bacunculini). S. 181–340, pls. 7–15. Wilhelm Engelmann, Leipzig 1907 (Archive, online [PDF; 41,9 MB]).